# Nathaniel Parker Willis
Nathaniel Parker Willis (20 de enero de 1806 - 20 de enero de 1867) fue un autor estadounidense. Era descendiente de George Willis, descripto como un puritano de considerable distinción, que arribó a Nueva Inglaterra cerca de 1630 y se estableció en Cambridge, Massachusetts.

## Vida y obra
Nathaniel Parker nació en Portland, Maine, el segundo hijo de Nathaniel Willis, un propietario de un periódico en Boston. 
Tras atender la escuela de gramática de Boston y la academia en Andover, ingresó en la Universidad de Yale en octubre de 1823. Aunque no se distinguió especialmente como estudiante, la vida universitaria tuvo una influencia considerable en el desarrollo de su carácter, y lo moldeó en su estilo literario. Inmediatamente después de dejar Yale, publicó en 1827 un volumen de Sketches poéticos, que atrajeron un poco la atención, a pesar de que la crítica encontró en sus versos más aspectos negativos que positivos. Fue seguido de Fugitive Poetry (1829) y otro volumen en verso (1831).
También contribuyó frecuentemente a revistas y periódicos. En 1829 comenzó la American Monthly Magazine, que continuó desde abril de ese año hasta agosto de 1831, pero fracasó en cualquier intento de éxito.
En su discontinuidad fue a Europa como editor y corresponsal extranjero del New York Mirror (Espejo de Nueva York). Contribuyó con una serie de cartas, las cuales, tituladas como Pencillings by the Way, fueron publicadas en Londres en 1835 (3 volúmenes, Filadelfia, 1836, 2 volúmenes; y la primera edición completa, Nueva York, 1841). Sus rápidos y enérgicos sketches de escenas y estilos de vida en el Viejo Mundo, de una, le valieron una amplia popularidad; pero fue censurado por algunos críticos, debido a la indiscreción de reportar conversaciones en reuniones privadas.
A pesar de ello, sin embargo, las pequeñas afectaciones y comentarios que fueron la base de su debilidad como hombre y como autor, la gracia, el alivio y la terminación artística le merecieron reconocimiento general. Sus "Slingsby Papers," una revista con una serie de artículos descriptivos sobre la vida estadounidense y la aventura, republicados en 1836 con el título de Inklings of Adventure (Indicios de Aventura), fueron tan exitosos en Inglaterra como lo fueron sus Pencillings by the Way en EE. UU. Además, Parker publicó cuando en tierra británica Melanie and other Poems (Londres, 1835; Nueva York, 1837), introducido por un prefacio de Barry Cornwall.
Tras su matrimonio con Mary Stace, hija del General William Stace de Woolwich, regresó a América, y se estableció en una pequeña finca sobre Oswego Creek, justo encima de su desembocadura con el Susquehanna. Allí vivió desde 1837 a 1842, y escribió Letters from under a Bridge (Cartas desde bajo un Puente) (Londres, 1840; primera edición completa, Nueva York, 1844), el más dulce de todos sus trabajos. Durante una corta visita a Inglaterra entre 1839-1840, publicó Two Ways of Dying for a Husband (Dos Maneras de Morir por un Marido).
En su vuelta a Nueva York, estableció, junto a George P Morris, un diario titulado The Evening Mirror (El Espejo de la Tarde). Tras la muerte de su mujer en 1845, volvió a Gran Bretaña. Regresando a EE. UU. en la primavera de 1846, se casó con Cornelia Grinnell, y fundó la National Press (Prensa Nacional), más adelante llamado Home Journal (Diario del Hogar), que editó hasta su muerte en 1867. El Home Journal fue renombrado Town & Country en 1901, y sigue operando actualmente.
En 1845 publicó Dashes at Life with a Free Pencil(Estrépitos en la Vida con un Lápiz Libre), y un año después una edición coleccionable de Prose and Poetical Works (Prosa y Trabajos Poéticos); hacia 1849 Rural Letters (Cartas Rurales), y en 1850 Life Here and There (Vida Aquí y Allí). En ese tiempo se estableció en Idlewild (New York) sobre el Río Hudson, y tras fallar su salud permaneció el resto de su vida en el retiro.
En 1852, Willis tuvo la distinción de viajar a Mammoth Cave, Kentucky, donde conoció a Stephen Bishop, un guía y esclavo mulato, quien había doblado la extensión conocida y probado que era la cueva más larga del mundo. Tras pagarle al dueño de Stephen por el privilegio de un personal, el tour de éste por la caverna le llevó a ver al pescado sin ojos del río Echo, donde Willis obtuvo la oportunidad de preguntarle a Bishop, rotundamente, acerca de sus opiniones sobre la esclavitud. Debido a la cuidadosa franqueza de Willis, los historiadores de la cueva Mammoth tienen una valorable pista literaria en la escasa historia de una de las personalidades más famosas, pero menos entendidas. Por este motivo, Willis es un héroe "removedor" para los exploradores principales de cuevas en Kentucky. La experiencia de este escritor puede ser consultada en el artículo Stephen Bishop.
Entre sus últimos trabajos destacan Hurry-Graphs (1851), Outdoors at Idlewild (1854) (Afuera en la Vana Naturaleza), Ragbag (1855) (Mezcolanza), Paul Fane (1856), y el Convalescent (1859) (Convaleciente), pero ha sobrevivido a su increíble reputación. Falleció el 20 de enero de 1867, y fue sepultado en Mount Auburn, Boston.
La mejor edición de sus escritos en verso es The Poems, Sacred, Passionate and Humorous, of NP Willis (Los Poemas, Sagrados, Apasionados y Humorísticos, de NP Willis) (Nueva York, 1868); 13 volúmenes de su prosa, Complete Prose Works, fueron impresos en tierras neoyorkinas (1849-1859), y una Selección de sus trabajos en Prosa fue editada por Henry A Beers (Nueva York, 1885). Su Life, por Henry A Beers, apareció en la serie de " American Men of Letters " (Hombres de Letras Estadounidenses) ese mismo año. 
Véase también EP Whipple, Essays and Reviews (Ensayos y Revisiones) (vol. i., 1848); MA de Wolfe Howe, American Bookmen (Nueva York, 1898).